# Cathédrale Saint-Pierre-et-Saint-Paul de Douala
Cette  cathédrale n’est pas la seule cathédrale Saint-Pierre-et-Saint-Paul.
La cathédrale Saint-Pierre-et-Saint-Paul de Douala au Cameroun, dédiée aux apôtres saint Pierre et saint Paul est un lieu de culte catholique, siège de l'Archidiocèse de Douala.

## Histoire
Elle est consacrée le 22 mars 1936 en présence de 7 évêques : Mgr Mathurin Le Mailloux (Douala) qui prononça l’homélie, Mgr Raymond Le Rouge (Conakry), Mgr Paul Bouque (Nkongsamba), Mgr Charles Herrey (Onitsha-Lagos), Mgr Paul Biéchy (Brazzaville), Mgr Marcel Grandin (Oubangui-Chari) et Mgr René Graffin (Yaoundé). Elle est implantée dans le quartier Akwa. Construite par les spiritains français, elle remplace de la première église catholique, aujourd’hui disparue, bâtie non loin de là en 1898 par les pères pallottins lors de la colonisation allemande.
La première pierre de l'actuel édifice fut posée le 6 août 1933 en présence de Monseigneur Graudin, préfet apostolique de l’Oubangui-Chari, de Monseigneur Le Mailloux et de Monsieur Michel, représentant du Gouverneur du Littoral.
Ce bâtiment architectural renvoie à l'avènement du christianisme, notamment de l'église catholique au Cameroun.

Différentes vues de la Cathédrale.
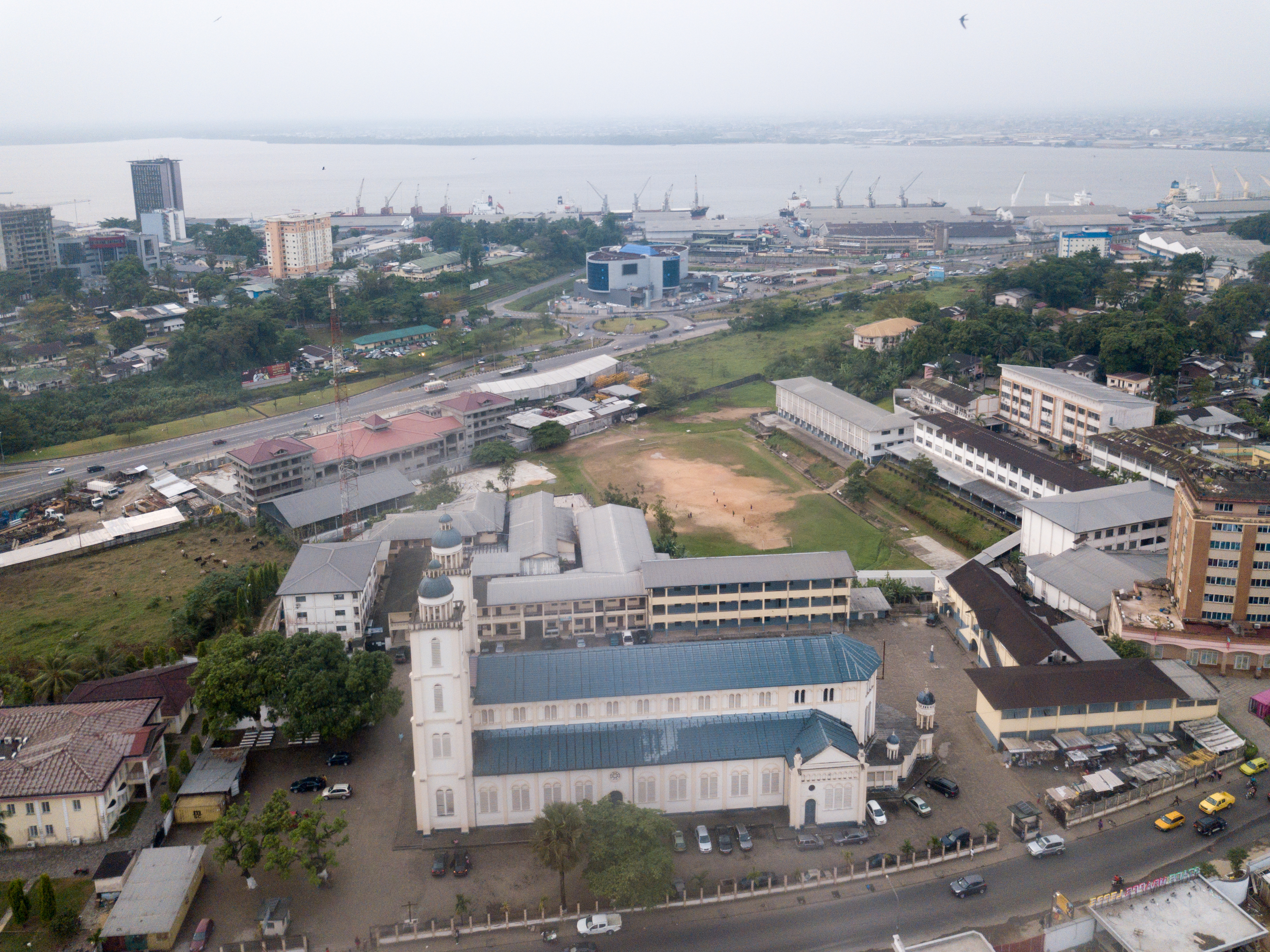
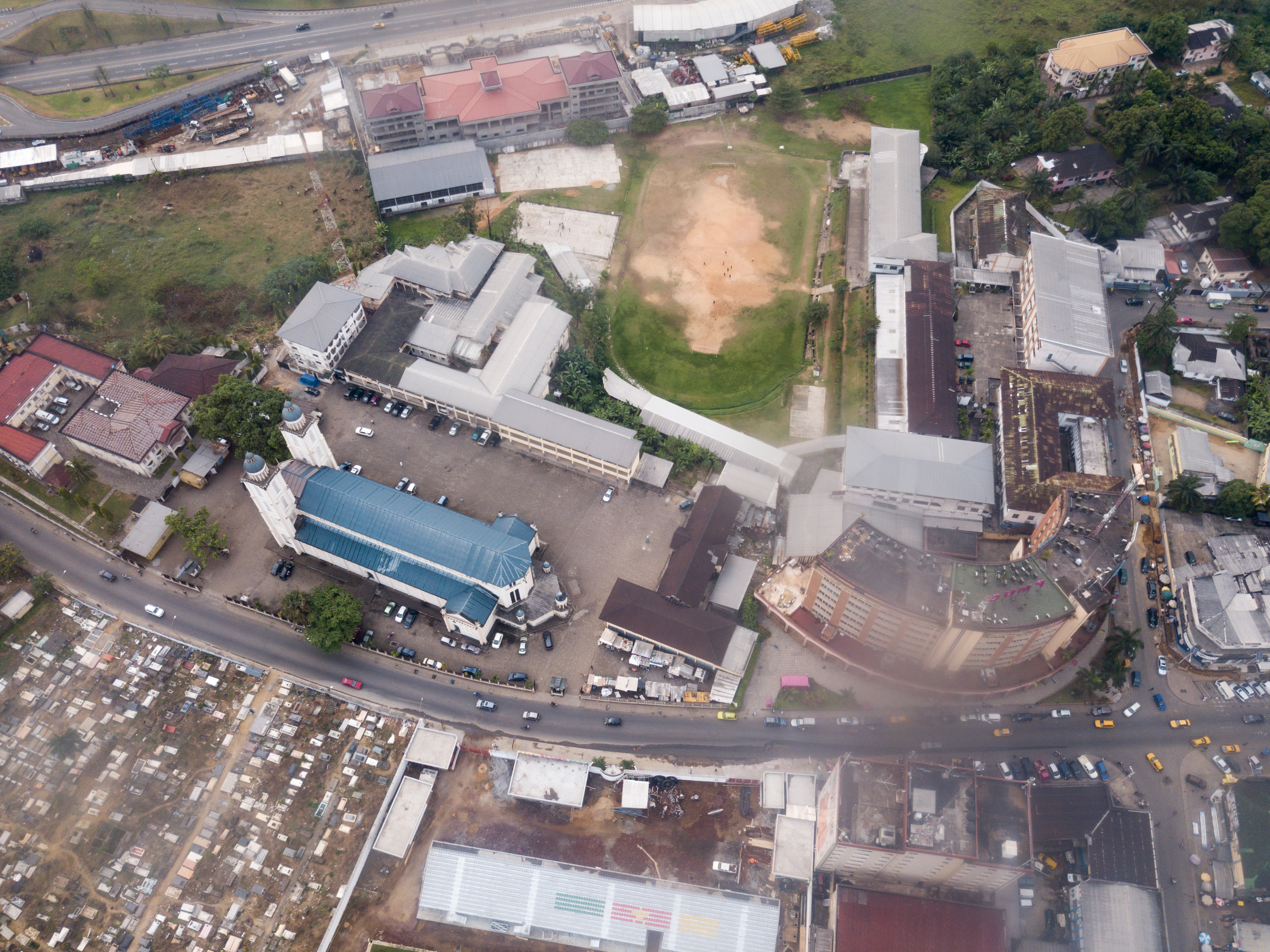
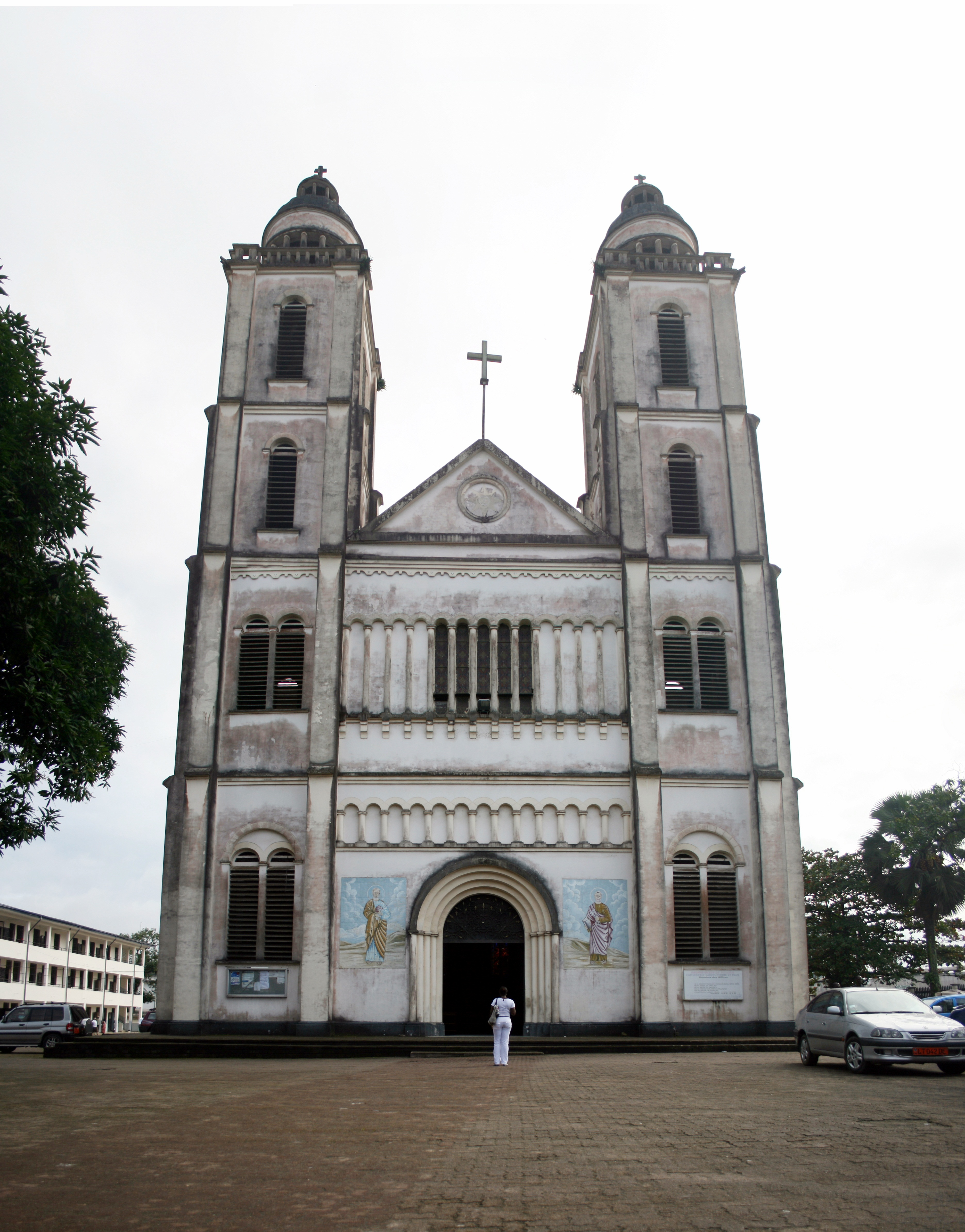